# 群書治要
《群書治要》五十卷，唐魏徵等撰。

## 编写过程
唐貞觀元年（公元627年），天下方定，唐太宗“欲览前王得失”，於是命魏徵、虞世南、褚亮、蕭德言等编撰群書治要。是书爰自六经，迄於諸子，“上始五帝，下至晋代”，取材自一万四千多部、八万九千多卷古籍。《群書治要》引文多整段鈔錄，罕有割裂或逕改之痕跡，正文以大字書寫，注文以小字注出。貞觀五年（631年）《群書治要》書成。唐太宗命人繕寫《群書治要》十餘部，分賜太子及諸王。

## 流传情况
此後，《群書治要》逐漸佚失，但在日本卻有流傳。清朝嘉慶年間，《群書治要》自日本流傳回中國，阮元收入《宛委別藏》，然今可見者僅四十七卷，缺卷四《春秋左氏傳》上、卷十三《漢書》一、卷二十《漢書》八。

## 重要性
《群書治要》保留不少古文獻之唐前鈔本，而且引用典籍每多兼引其注。例如《司馬法》一書本無注解，但《治要》所引《司馬法》文附有注釋。又，房玄齡、褚遂良等重撰《晉書》為貞觀二十年之事，《群書治要》所錄《晉書》二卷是臧榮緒版《晉書》，並參考十八家晉史。阮元云：“如《晉書》二卷，尚為未修《晉書》以前十八家中之舊本。”王念孫校勘古籍之時，多以《群書治要》為據。除此之外，《群書治要》還保留了大量的失傳文獻的文字。
近代佛教淨宗淨空法師也積極推崇《群書治要》。